# Wanna Be Startin' Somethin' 2008
Wanna Be Startin' Somethin' 2008 è una rivisitazione della canzone originale di Michael Jackson, cantata da Akon con la partecipazione di Jackson ed estratta come secondo singolo dall'album Thriller 25. Il singolo è stato trasmesso la prima volta ufficialmente il 24 gennaio 2008.

## Composizione
La canzone è una sorta di versione remix della più famosa Wanna Be Startin' Somethin' del 1982, con l'aggiunta di nuove parti del testo, con tutte le strofe principali ricantate da Akon, con la partecipazione di Michael Jackson che canta una strofa e i cori.

## Tracce
CD 7"
1. Wanna Be Startin' Somethin' 2008 (Radio Edit) – 3:51
2. Wanna Be Startin' Somethin' 2008 (Johnny Vicious Club - Radio Edit) – 3:36

CD maxi 12"
1. Wanna Be Startin' Somethin' 2008 (Radio Edit) – 3:51
2. Wanna Be Startin' Somethin' 2008 (Johnny Vicious Club - Radio Edit) – 3:36
3. Wanna Be Startin' Somethin' 2008 (Johnny Vicious Full Club Remix)

## Classifica
| Classifica (2008)           | Posizione massima |
| --------------------------- | ----------------- |
| Australia                   | 8                 |
| Belgio (Fiandre e Vallonia) | 15                |
| Francia                     | 10                |
| Italia                      | 20                |
| Nuova Zelanda               | 4                 |
| Svezia                      | 3                 |
| Regno Unito                 | 69                |
| Stati Uniti                 | 81                |
| Stati Uniti (Dance Club)    | 2                 |

## Crediti
- Canzone originale scritta da Jackson
- Canzone originale prodotta da Jones/Jackson
- Remix scritto da Akon/Tuinfort/Jackson
- Remix arrangiamenti aggiuntivi: Akon/Tuinfort
- Remix mixato da Mark "Evil" Goodchild
- Remix prodotto da Akon/Jackson/Tuinfort